# 보리스 맥기버

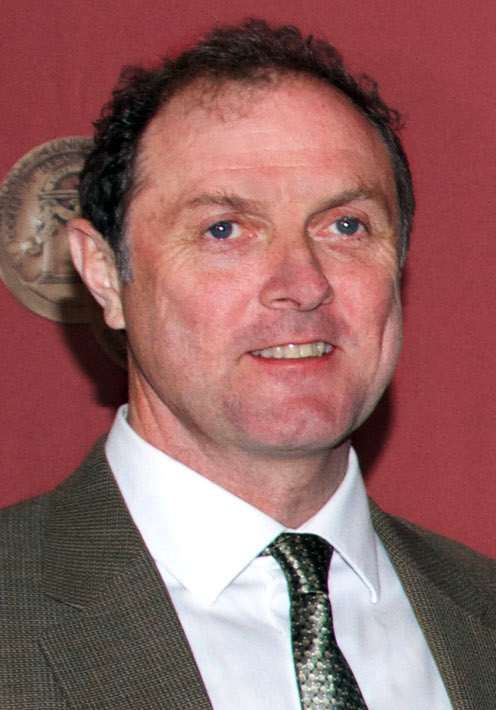

보리스 맥가이버(Boris McGiver, 영어 발음: /mə(k)ˈɡaɪvər/, 1962년 1월 23일 ~ )는 미국의 배우이다.

## 출연 작품

### 영화
- 비열한 거리 (1994)
- 코니와 칼라 (2004)
- 택시: 더 맥시멈 (2004) - 프랭클린 역
- 핑크 팬더 (2006)
- 퍼 (2006) - 잭 헨리 역
- 다크 매터 (2007, Dark Matter)
- 테이킹 우드스탁 (2009)
- 링컨 (2012)
- 킬링 케네디 (2013, Killing Kennedy)

### 텔레비전
- 로앤오더: 범죄 전담반 (1993)
- 원 라이프 투 리브 (1997)
- 레스큐 미 (2005)
- 키드냅 (2006)
- 더 와이어 (2006)
- 퍼슨 오브 인터레스트 (2012-14)
- 하우스 오브 카드 (2013-18) - 톰 해머슈밋 역
- 포 라이프 (2020, For Life)